# 蕭斡特懶
蕭斡特懒（?—?），辽朝第八代皇帝辽道宗耶律洪基之贵妃。
蕭斡特懒是皇后萧坦思、驸马都尉萧霞抹之妹，先嫁给了耶律乙辛子耶律绥。萧坦思无子嗣，萧坦思让萧斡特懒与耶律绥离婚，辽道宗纳萧斡特懒入宫中。大康八年（1082年），皇孙耶律延禧（天祚帝）封梁王，十二月萧坦思降为惠妃，徙至乾陵。斡特懒返还回家。不久因其母燕国夫人诅咒梁王，获罪伏诛，而贬萧坦思为庶人，幽居宜州，弟弟没入兴圣宫。